# Fortuna '54 in het seizoen 1958/59
Het seizoen 1958/1959 was het vijfde jaar in het bestaan van de Geleense betaaldvoetbalclub Fortuna '54. De club kwam uit in de Eredivisie en eindigde daarin op de derde plaats. Tevens deed de club mee aan het toernooi om de KNVB Beker, hierin werd in de vierde ronde, na strafschoppen, verloren van NAC (2–2).

## Wedstrijdstatistieken

### Eredivisie
|       | ADO   | Ajax  | Blauw-Wit | DOS   | DWS/A | Elinkwijk | Sportclub Enschede | Feijenoord | MVV   | NAC   | NOAD  | PSV   | Rapid JC | SHS   | Sparta | VVV   | Willem II |
| ----- | ----- | ----- | --------- | ----- | ----- | --------- | ------------------ | ---------- | ----- | ----- | ----- | ----- | -------- | ----- | ------ | ----- | --------- |
| Thuis | 3 – 1 | 3 – 1 | 2 – 2     | 1 – 2 | 2 – 1 | 3 – 2     | 2 – 0              | 0 – 8      | 0 – 0 | 2 – 1 | 3 – 1 | 1 – 1 | 0 – 1    | 4 – 1 | 3 – 1  | 3 – 1 | 5 – 4     |
| Uit   | 2 – 4 | 2 – 0 | 1 – 0     | 0 – 0 | 0 – 2 | 0 – 1     | 1 – 1              | 6 – 0      | 2 – 2 | 0 – 1 | 0 – 0 | 1 – 2 | 0 – 0    | 2 – 0 | 1 – 1  | 1 – 1 | 0 – 4     |

### KNVB Beker
| 1e ronde                                            | Fortuna '54                                                          | 6 – 0 (3 – 0)                         | Groene Ster                                               |
| 18 januari 1959 Plaats: Geleen Mauritsstadion       | Bram Appel –', –', –' André Ravestijn –' (pen.), –' Cor van der Hart |                                       |                                                           |
| 2e ronde                                            | Fortuna '54                                                          | 4 – 3 (3 – 2)                         | Sittardia                                                 |
| 30 april 1959 Plaats: Geleen Mauritsstadion         | Peter Benen 15' Bob Jongen 17', –' Jean Munsters –' (pen.)           |                                       | 40', 41' Johan Adang Gerard Gruisen                       |
| 3e ronde                                            | Wilhelmina                                                           | 2 – 5 (2 – 2)                         | Fortuna '54                                               |
| 20 mei 1959 Plaats: 's-Hertogenbosch De Wolfsdonken | Wim van der Plas 20' Theo Borsten 44'                                |                                       | 15' Bob Jongen 21', –' Henk Angenent 77', 85' Peter Benen |
| 4e ronde                                            | NAC                                                                  | 2 – 2 (0 – 0, 2 – 2) Na strafschoppen | Fortuna '54                                               |
| 28 mei 1959 Plaats: Breda Beatrixstraat             | Leo Canjels 48', 75'                                                 |                                       | 80' Henk Angenent 90' (e.d.) Jan van Hoogenhuizen         |

## Statistieken Fortuna '54 1958/1959

### Eindstand Fortuna '54 in de Nederlandse Eredivisie 1958 / 1959
| Stand | Gespeeld | Gewonnen | Gelijk | Verloren | Punten | Doelpunten voor | Doelpunten tegen |
| ----- | -------- | -------- | ------ | -------- | ------ | --------------- | ---------------- |
| 3e    | 34       | 17       | 10     | 7        | 44     | 56              | 47               |

### Topscorers
| #                 | Naam             | Goal |
| ----------------- | ---------------- | ---- |
| 1.                | Henk Angenent    | 167  |
| 2.                | Bob Jongen       | 11   |
| 3.                | André Ravestijn  | 9    |
| 4.                | Bram Appel       | 7    |
| 5.                | Raymond Morand   | 6    |
| 6.                | Peter Benen      | 2    |
| 7.                | Cor van der Hart | 1    |
| 7.                | Wim Huis         | 1    |
| 7.                | Jean Munsters    | 1    |
| 7.                | Herman Weber     | 1    |
| Onbekend doelpunt |                  |      |
| –                 | Onbekend         | 1    |
| Totaal            | Totaal           | 56   |

| #              | Naam                       | Goal |
| -------------- | -------------------------- | ---- |
| 1.             | Henk Angenent              | 3    |
| 1.             | Bram Appel                 | 3    |
| 1.             | Peter Benen                | 3    |
| 1.             | Bob Jongen                 | 3    |
| 5.             | André Ravestijn            | 2    |
| 6.             | Cor van der Hart           | 1    |
| 6.             | Jean Munsters              | 1    |
| Eigen doelpunt |                            |      |
| –              | Jan van Hoogenhuizen (NAC) | 1    |
| Totaal         | Totaal                     | 17   |

## Voetnoten
ADO ·
Ajax ·
Blauw-Wit ·
DOS ·
DWS/A ·
Elinkwijk ·
Sportclub Enschede ·
Feijenoord ·
Fortuna '54 ·
MVV ·
NAC ·
NOAD ·
PSV ·
Rapid JC ·
SHS ·
Sparta ·
VVV ·
Willem II